# Kaşlıca, Tut
Kaşlıca là một xã thuộc huyện Tut, tỉnh Adıyaman, Thổ Nhĩ Kỳ. Dân số thời điểm năm 2011 là 1.377 người.